# Episodi di This Is Us (terza stagione)
La terza stagione della serie televisiva This Is Us, composta da 18 episodi, è stata trasmessa negli Stati Uniti in prima visione assoluta dal canale NBC dal 25 settembre 2018 al 2 aprile 2019.
In Italia, la stagione è andata in onda in prima visione assoluta sul canale a pagamento Fox Life della piattaforma satellitare Sky dal 21 gennaio al 23 aprile 2019. In chiaro viene trasmessa su LA7d dal 14 aprile 2025.
| n° | Titolo originale                          | Titolo italiano             | Prima TV USA      | Prima TV Italia  |
| -- | ----------------------------------------- | --------------------------- | ----------------- | ---------------- |
| 1  | Nine Bucks                                | Nove dollari                | 25 settembre 2018 | 21 gennaio 2019  |
| 2  | A Philadelphia Story                      | Scandalo a Filadelfia       | 2 ottobre 2018    | 21 gennaio 2019  |
| 3  | Katie Girls                               | Le piccole Katie            | 9 ottobre 2018    | 28 gennaio 2019  |
| 4  | Vietnam                                   | Vietnam                     | 16 ottobre 2018   | 28 gennaio 2019  |
| 5  | Toby                                      | Toby                        | 23 ottobre 2018   | 4 febbraio 2019  |
| 6  | Kamsahamnida                              | Campagna elettorale         | 30 ottobre 2018   | 4 febbraio 2019  |
| 7  | Sometimes                                 | A volte                     | 13 novembre 2018  | 11 febbraio 2019 |
| 8  | Six Thanksgivings                         | Sei Ringraziamenti          | 20 novembre 2018  | 11 febbraio 2019 |
| 9  | The Beginning Is the End Is the Beginning | La fine a volte è un inizio | 27 novembre 2018  | 18 febbraio 2019 |
| 10 | The Last Seven Weeks                      | Le ultime sette settimane   | 15 gennaio 2019   | 18 febbraio 2019 |
| 11 | Songbird Road: Part One                   | Quarant'anni                | 22 gennaio 2019   | 5 marzo 2019     |
| 12 | Songbird Road: Part Two                   | Veterani                    | 12 febbraio 2019  | 12 marzo 2019    |
| 13 | Our Little Island Girl                    | La principessina            | 19 febbraio 2019  | 19 marzo 2019    |
| 14 | The Graduates                             | I diplomati                 | 5 marzo 2019      | 26 marzo 2019    |
| 15 | The Waiting Room                          | L'attesa                    | 12 marzo 2019     | 2 aprile 2019    |
| 16 | Don't Take My Sunshine Away               | Il moscerino                | 19 marzo 2019     | 9 aprile 2019    |
| 17 | R & B                                     | R & B                       | 26 marzo 2019     | 16 aprile 2019   |
| 18 | Her                                       | Lei                         | 2 aprile 2019     | 23 aprile 2019   |

## Nove dollari
- Titolo originale: Nine Bucks
- Diretto da: Ken Olin
- Scritto da: Dan Fogelman, Isaac Aptaker e Elizabeth Berger

### Trama
L'episodio mostra la notte in cui Jack incontra Rebecca per la prima volta e la porta al lunapark con soli nove dollari in tasca; è in questa occasione che le rivela di essere tornato da poco dal Vietnam. A fine appuntamento Rebecca, nonostante si sia resa conto delle loro enormi differenze, decide di baciarlo e accetta un secondo appuntamento. Ma quando Jack si reca a casa di lei, vede un altro uomo darle dei fiori e baciarla, e decide quindi di andarsene senza farsi vedere. 
Nel presente, Deja rimprovera Randall perché cerca sempre di paragonare le loro esperienze, in realtà molto diverse; inoltre la ragazza affronta il suo padre biologico e alla fine decide di permettere a Randall e Beth di adottarla. Kevin e Zoe si stanno iniziando a frequentare ma Beth crede che Zoe usi gli uomini e che possa ferire Kevin, perciò tenta senza successo di dissuaderlo. La Dott.ssa Jasper, una specialista della fertilità, a cui si rivologono Kate e Toby, rifiuta di occuparsi del loro caso a causa degli elevati fattori di rischio della donna, ma in seguito è colpita dalle sue motivazioni ed è spinta a riconsiderarla come paziente; Kate e Toby decidono quindi di intraprendere il trattamento, nonostante il 90% di possibilità di fallimento. Toby decide però di interrompere di nascosto i suoi farmaci contro la depressione in quanto diminuiscono il numero degli spermatozoi. 
Nel futuro Randall e una Tess adulta si preparano per "andare da lei". Randall telefona a Toby, che accetta di unirsi a loro nonostante un'iniziale indecisione.
- Ascolti USA: telespettatori 10 540 000 – share (18-49 anni) 12%[5]

## Scandalo a Filadelfia
- Titolo originale: A Philadelphia Story
- Diretto da: Chris Koch
- Scritto da: Kay Oyegun

### Trama
L'episodio mostra come la famiglia reagisce dopo la morte di Jack: i Pearson cercano una nuova casa e si trasferiscono. Nel frattempo Kevin si ubriaca sempre più spesso; Kate prende peso mangiando in maniera sregolata e non ha più compilato la sua domanda di ammissione per la Berklee; Randall discute con Rebecca perché non sta facendo nulla per occuparsi di loro. La donna ammette quindi di avere appena le energie sufficienti per alzarsi dal letto, e continua a chiedersi come sarebbero andate le cose se avesse accettato di comprare una casa che Jack le aveva mostrato alcuni mesi prima dell'incendio. Randall viene ammesso alla Howard, ma rifiuta l'opportunità perché si rende conto che la sua famiglia ha bisogno di lui.
Nel presente Randall prova ad effettuare delle riparazioni nel centro ricreativo vicino al suo palazzo a Filadelfia; ma un'amica di William, ChiChi, gli spiega che concentrarsi sui problemi della comunità, non lo rende davvero parte di essa. Zoe salta la prima del film di Kevin, per lavorare al suo documentario a Chicago, ma gli chiede di andarla a prendere quando torna. Rebecca critica la decisione di Kate e Toby di ricorrere alla fecondazione in vitro ma inaspettatamente Toby reagisce con rabbia nei confronti della suocera. Comunque quando Toby è in ritardo, Rebecca aiuta Kate a farsi l'iniezione d'ormoni e le spiega che semplicemente dopo aver perso Jack, non riesce a sopportare il pensiero che i suoi figli si possano fare del male. Kate si chiede il perché degli improvvisi cambiamenti d'umore di Toby; Randall invece è ferito nello scoprire che Kate si ritiene l'unica tra loro a poter "tramandare una parte di Jack".
- Ascolti USA: telespettatori 8 870 000[6]

## Le piccole Katie
- Titolo originale: Katie Girls
- Diretto da: Rebecca Asher
- Scritto da: Julia Brownell

### Trama
L'episodio mostra una parte dell'infanzia di Rebecca, che sin da piccola ha sempre disprezzato il ruolo della casalinga, com'era invece sua madre. Il giorno in cui lei avrebbe dovuto avere un secondo appuntamento con Jack, il suo ragazzo del liceo, Alan, si presenta a casa sua, tre anni dopo che Rebecca ha rifiutato di trasferirsi con lui a Londra, dove non avrebbe potuto seguire i suoi sogni. Jack torna quindi a casa dove, dopo l'ennesimo maltrattamento da parte del padre, convince la madre a lasciarlo e la porta via da quella casa. Rebecca va a pranzo con Alan dai genitori di lui e inizialmente accetta di trasferirsi a New York con il ragazzo, ma successivamente confessa alla madre di Alan di non esserne convinta e di provare qualcosa per un'altra persona; su suo consiglio quindi Rebecca va a cercare Jack e mentre lo aiuta a lavare i piatti gli propone di andare in macchina insieme fino a Los Angeles. 
Nel presente la famiglia Pearson va alla prima del film di Kevin e lo adora. Randall e Kate litigano a causa della questione di tramandare l'eredità di Jack ai propri figli, ma alla fine lui prende un volo per Los Angeles per andare a scusarsi e per sostenerla. Il prelievo degli ovociti di Kate è un successo e ottiene otto risultati, tuttavia la donna ha delle difficoltà a risvegliarsi dall'anestesia; durante questo lasso di tempo Kate sogna una conversazione con sé stessa adolescente, sé stessa da bambina e con Jack, sostenendo di avere fiducia nel proprio futuro.
Nel frattempo Beth viene inaspettatamente licenziata; dopo che la figlia di ChiChi, Skye, viene ferita durante uno scippo, Randall decide di candidarsi come Consigliere della città. Mentre rilascia un'intervista riguardo al film in cui ha recitato, Kevin realizza di non sapere nulla della parte di vita del padre svoltasi durante la Guerra del Vietnam; con il supporto di Zoe, decide quindi di contattare un uomo che aveva prestato servizio con Jack.
- Ascolti USA: telespettatori 8 910 000[7]

## Vietnam
- Titolo originale: Vietnam
- Diretto da: Ken Olin
- Scritto da: Dan Fogelman e Tim O'Brien

### Trama
L'episodio mostra la gioventù e l'infanzia di Jack e di suo fratello minore, Nick, con la tecnica della cronologia inversa. Quando Nick è nato, il padre di Jack viene mostrato come un marito presente, di sostegno alla moglie e astemio, mentre suo padre è emotivamente molto distaccato da lui e ha il vizio del bere. Nick nasce alle 23:58 del 18 Ottobre 1949 e mentre guardano il bambino dalla vetrata del reparto, il padre spiega a Jack che il suo compito di fratello maggiore è quello di proteggere Nick. Durante i loro giochi Jack convince Nick, ora un bimbo di sette anni, di essere un supereroe; perciò una sera Nick tiene testa al padre, ormai violento, per difendere la madre e Jack dà il suo appoggio al fratello, è in quell'occasione che la tachicardia di Jack viene notata dalla mamma. Quando Nick ha ventuno anni, la data del 18 Ottobre viene estratta come quinto risultato alla prima Lottery Draft, (Lotteria nazionale del servizio di leva), il sistema di reclutamento per la Guerra del Vietnam. Jack progetta di portare clandestinamente Nick oltre il confine e fargli raggiungere il Canada per disertare il servizio militare, ma alla fine Nick decide di dimostrare il proprio valore obbedendo alla legge. L'anno successivo mentre a casa la situazione domestica è sempre più violenta, in Vietnam Nick viene punito tramite l'Articolo 15 ed è convinto che morirà in guerra. Ricevendo la lettera del fratello con queste pessime notizie, Jack si arruola volontariamente, sperando di trovarlo e aiutarlo; il medico di famiglia, però, mette in guardia Jack riguardo alle sue condizioni cardiache e gli dà consigli su come nascondere la cosa alla visita medica militare.
L'anno seguente, il plotone di Jack subisce un'imboscata; il suo amico Donnie Robinson sopravvive ma perde un piede, e Jack lo conforta e lo calma fino all'arrivo dei soccorsi.
Dopo questo evento traumatico, la squadra riceve un incarico più leggero, ovvero sorvegliare un villaggio del posto, che si trova vicino al distaccamento di Nick. Un elicottero per l'approvvigionamento finalmente permette quindi a Jack di ricongiungersi con il fratello, ma Nick è stato gravemente segnato dalla guerra.
- Ascolti USA: telespettatori 8 920 000[8]

## Toby
- Titolo originale: Toby
- Diretto da: Chris Koch
- Scritto da: K.J. Steinberg

### Trama
Nel 1998, Randall salta il ballo della scuola dopo essere stato rifiutato dal padre di Allison a causa del razzismo dell'uomo; Kevin invece, andato al ballo con Sophie, viene riportato da lei a casa di Miguel, perché è totalmente ubriaco. Nello stesso periodo Miguel regala a Rebecca un pianoforte e la aiuta con la gestione della casa; infatti l'amico aveva promesso a Jack che si sarebbe preso cura dei Pearson se lui fosse morto. Grazie al pianoforte Rebecca si riesce a rilassare e consiglia a Kate di usare la musica come sfogo per le proprie emozioni, ma Kate non è ancora pronta a farlo. L'episodio mostra anche la gioventù di Toby, che già allora soffriva di ansia e depressione; tuttavia quando era un bambino proprio il suo umorismo aveva aiutato la madre a uscire a sua volta dalla depressione. Nell'età adulta dopo essere stato lasciato da Josie, la sua prima moglie, Toby viene aiutato da sua madre e da uno psicologo a riacquistare forza ed energia. Nel presente Kate e Toby sono in attesa di sapere se lei è rimasta incinta. Dopo una performance Kate spiega a un cliente, colpito dalla sua interpretazione di Adele, che lei tende ad abbandonare la musica quando è triste, e questo ha mandato a rotoli la possibilità di intraprendere una qualunque carriera da cantante. Appena scoprono che Kate è finalmente incinta, Toby scoppia in un pianto senza fine e Kate, scoperto che aveva interrotto gli antidepressivi, provvede affinché li ricominci ad assumere. Intanto il comizio elettorale di Randall va male e lui rivede i propri obiettivi; Beth dice a Randall che un colloquio di lavoro le è andato molto bene, ma in realtà ha perso il proprio autocontrollo mentre le ponevano delle domande. A Baltimora, Donald Robinson rivela a Kevin che Jack in Vietnam non era un meccanico come ha sempre raccontato alla sua famiglia, ma un sergente del corpo di combattimento, che salvò la vita allo stesso Donald; mentre Zoe, dopo aver subito un atteggiamento sgradevole da una commessa, decide che stare con Kevin vale la pena del poter subire lo stigma di una relazione interrazziale. Donald infine consegna a Kevin le lettere ricevute da Jack dopo l'incidente che lo rispedì a casa, che includono una fotografia di una donna vietnamita che indossa la collana di Jack.
- Ascolti USA: telespettatori 8 530 000[9]

## Campagna elettorale
- Titolo originale: Kamsahamnida
- Diretto da: John Fortenberry
- Scritto da: Vera Herbert

### Trama
Quando i Grandi Tre sono ragazzi, Jack si ferisce mentre tira alla box con degli amici, perciò Rebecca gli chiede di non praticare più il pugilato, ma in seguito lo appoggia nell'usarlo come scarico emotivo. Inoltre per sentirsi più uguale a suo padre, il piccolo Randall, geloso del fratello, finge di essere bullizzato a scuola così che Jack gli insegni la box; ma questi, una volta scoperta la verità, lo rassicura sulle sue qualità, in particolare la sua grande intelligenza. Nel presente Beth ha una crisi di nervi, mentre è alle prese con le difficoltà della disoccupazione e la vendita dei biscotti delle Ragazze Scout. Randall invece fallisce nel tentativo di conquistare l'appoggio degli elettori del suo rivale in una chiesa afroamericana, in parte perché abita molto lontano da lì, ad Alpine, nel New Jersey; perciò Kevin sfrutta il suo grande numero di fan sudcoreani per aiutare Randall con la sua campagna elettorale nel quartiere coreano. Dopo un iniziale scetticismo, un uomo coreano-americano, di nome Jae-won, diventa il direttore della campagna elettorale di Randall. Deja incoraggia Beth a confidarsi con Randall sui suoi problemi, e lei, dopo averlo fatto, accetta di unirsi alla campagna del marito. Rebecca rassicura Kate sul fatto che sarà in grado di fare la mamma e su come essere insicuri sia normalissimo; Kate rivela quindi a tutta la famiglia di aspettare un bambino. Infine Toby inizia a riprendersi dal suo stato depressivo e Kate gli promette che la vita l'ha resa abbastanza forte da poterlo sostenere. Zoe accetta di andare in Vietnam con Kevin, che crede Jack fosse innamorato della donna presente nella fotografia e vuole scoprire di più su suo padre.
- Ascolti USA: telespettatori 8 880 000[10]

## A volte
- Titolo originale: Sometimes
- Diretto da: Ken Olin
- Scritto da: Bekah Brunstetter

### Trama
Mentre serve in Vietnam, Jack cerca di far trasferire Nick nella sua unità, ma il comandante ufficiale, il Maggiore Dawson, rifiuta perché solitamente i fratelli non vengono assegnati nello stesso distaccamento. Un uomo di nome Bao riporta Jack alla sua base; Bao sembra partecipare alla fabbricazione delle mine, e ammette di essere un Viet Cong, "a volte". Durante la notte, Jack vede per la prima volta la donna, che indossa la collana, mentre scappa di nascosto dal villaggio. Dawson concede a Jack due settimane per rimettere in sesto Nick. L'episodio mostra poi il viaggio di Rebecca e Jack, appena conosciutisi, verso Los Angeles per l'audizione da cantante di lei. I due ben presto diventano intimi, ma Jack non vuole parlare dei propri incubi notturni. Una volta arrivati a Los Angeles, i discografici definiscono Rebecca "il massimo per Pittsburgh"; nel frattempo Jack va nel quartiere di Reseda per fare visita ai genitori del ex-commilitone Watterson, e dir loro che si ritiene responsabile per la morte del figlio Roger, soprannominato "Squirrel", ma la famiglia del giovane lo assolve da qualunque colpa. È durante questo viaggio che Jack inizia a chiamare Rebecca, "Bec" e la sua canzone inoltre lo fa commuovere, dopo aver precedentemente ammesso di non aver mai pianto in vita sua. Insieme i due giovani decidono di tornare a casa a Pittsburgh. Nel Vietnam del presente, Kevin confessa a Zoe di amarla e di volere che siano sinceri tra loro, a differenza dei segreti che Jack sembra aver tenuto con la propria famiglia; Zoe rivela quindi al ragazzo, che quando era piccola suo padre abusò sessualmente di lei, e per questo non ha più nessun rapporto con lui, ma gli dice anche di non volere che i traumi causati dal padre rovinino la loro relazione. Infine Kevin scopre che purtroppo la collana della foto ormai viene prodotta in serie.
- Ascolti USA: telespettatori 8 470 000[11]

## Sei Ringraziamenti
- Titolo originale: Six Thanksgivings
- Diretto da: Catherine Hardwicke
- Scritto da: Kevin Falls

### Trama
L'episodio mostra quando durante la Guerra del Vietnam l'unità di Jack celebra il Giorno del ringraziamento. Successivamente Jack cura un bambino ferito, la cui madre gli dona poi la propria collana come segno di riconoscenza, invece Nick si rifiuta di aiutare perché incattivito dalla guerra: tempo addietro infatti un abitante del villaggio dove si trovava tradì il suo primo comandante, una persona di buon cuore, causandone la morte. Nel 1997 invece Miguel trascorre il Ringraziamento con la famiglia Pearson ed è preoccupato perché la sua ex moglie sta allontanando i loro figli da lui, nello stesso periodo Randall scrive un saggio per la domanda di ammissione all'università, su quanto i suoi cari ma anche alcuni estranei abbiano influenzato la sua vita. Viene mostrato il primo incontro tra William e Jesse dopo una riunione di sostegno per le dipendenze. Successivamente i due si rincontrano per caso e William lo invita a casa sua per cena, Jesse si apre con William e poi si unisce a lui e altri musicisti per il Ringraziamento, occasione in cui fa capire a William di essere single. Nel presente Beth e Jae-won si scontrano durante un evento della campagna elettorale e Randall successivamente ammette di essersi dovuto schierare con Beth, a prescindere dal valore delle sue idee, per risollevarle il morale. Nel frattempo a casa di Randall, Kate e Toby tentano di preparare la cena del Ringraziamento con alcune difficoltà e Kate dà il suo sostegno a Tess, che ha le sue prime mestruazioni e che le confida di essere lesbica, ma di non essere pronta a dirlo ai suoi genitori. Alla fine Toby ordina del cibo pronto, ma Kate si congratula con lui per riuscire a rendere tutto "magico" come avrebbe fatto Jack. Intanto Rebecca e Miguel fanno visita ai figli di lui, ormai cresciuti, Amber e Andy, che non sono molto legati all'uomo, e che non hanno mai accettato del tutto la sua relazione con Rebecca; tuttavia dopo l'ennesima discussione con il padre accettano la sua richiesta di trattare sua moglie con rispetto. Alla fine anche la coppia raggiunge gli altri a casa di Randall, e si capisce che la vera famiglia di Miguel sono ormai i Pearson.
- Ascolti USA: telespettatori 7 910 000[12]

## La fine a volte è un inizio
- Titolo originale: The Beginning is the End is the Beginning
- Diretto da: Ken Olin
- Scritto da: Shukree Hassan Tilghman

### Trama
Nel passato, in Vietnam, Jack e Nicky litigano pesantemente e Nick fa di nuovo uso di droghe; la sua mente ormai disturbata lo rende ossessionato dall'idea che la loro "missione" sia solo "uccidere". La mattina seguente il giovane sparisce dall'accampamento per un po' e nel mentre una barca salta in aria, apparentemente con un soldato americano a bordo.
Nel presente Kevin e Zoe visitano lo stesso villaggio dove si trovava Jack, ma non scoprono nulla né su di lui né sulla donna della collana; inoltre la loro guida rivela a Kevin che nessun Nicholas Pearson risulta morto nella Guerra del Vietnam: a loro insaputa infatti Nicky è vivo e si trova a Bradford, in Pennsylvania. Intanto Kate fa domanda di lavoro per insegnare musica in una scuola; al colloquio scopre che sarebbe la persona giusta, ma di non poter essere assunta senza avere un diploma. Sotto la spinta di Toby, decide così di completare gli studi che aveva interrotto. Inoltre superando le loro paure per il futuro scoprono che il bambino che Kate aspetta è un maschietto. Randall fa una performance carismatica in un dibattito elettorale, ma Jae-won calcola che il loro distacco nei sondaggi d'opinione è irraggiungibile. Tess confida ai suoi genitori che crede di essere omosessuale; Deja vuole far visita a Shauna, sua madre biologica, in Delaware; e Beth, rendendosi conto della situazione delicata in casa, ritira il suo supporto alla campagna di Randall, il quale però si rimangia la promessa che le aveva fatto di garantirle il diritto di veto su questo impegno così importante, perciò lei lo manda a dormire sul divano. La fine dell'episodio mostra che nel futuro Beth lavora in una scuola di danza e si scopre che lei e gli altri Pearson stanno andando a trovare Rebecca, la "Lei" di cui parlavano Randall e Tess da adulta.
- Ascolti USA: telespettatori 8 980 000[13]

## Le ultime sette settimane
- Titolo originale: The Last Seven Weeks
- Diretto da: Roxann Dawson
- Scritto da: Laura Kenar

### Trama
La notte delle elezioni, i Pearson aspettano tutti insieme i risultati. Nell'attesa di scoprire chi ha vinto, l'episodio quindi mostra le precedenti sette settimane. Randall si rende conto dei suoi sbagli nei confronti di Beth e trascorre del tempo con la sua famiglia, mentre Beth decide che dovrebbero accompagnarlo alla visita a una chiesa a Filadelfia durante la campagna elettorale. Kevin chiede a Zoe di trasferirsi da lui, cosa che lei fa ma senza disfare i bagagli; durante la ricerca di informazioni su suo zio, Kevin viene a sapere che Zoe ha lasciato un suo ex tramite email e teme che lei lo lasci così la tensione tra i due aumenta ed effettivamente il loro rapporto sembra deteriorarsi. Più tardi nella notte delle elezioni, Zoe gli spiega quanto sia difficile per lei lasciare la propria comfort zone e tornano finalmente insieme; Zoe si decide a sballare gli scatoloni e mentre sistema le proprie cose trova per caso una lettera che Nicky inviò a Jack anni prima. Kate e Toby vendono alcuni oggetti per fare spazio e rendere una delle stanze la futura cameretta del bambino, ma Kate vende per errore la collezione originale di statuine di Star Wars che Toby avrebbe voluto tramandare a loro figlio. Per cercare di rimediare rintracciano il compratore e tentano di farsele restituire, ma non ottengono risultati nemmeno offrendosi di riacquistarle a prezzo maggiorato; Kate perciò compra a Toby dei sostituti online e lui le regala uno a stadio fatto a mano come quello che Jack le aveva costruito, ma che andò perso nell'incendio. Alla fine dei flashback, i risultati tardano ad arrivare e tutti tornano a casa propria, ma poco prima di mettersi a dormire Randall riceve una telefonata e scopre di aver inaspettatamente vinto le elezioni.
- Ascolti USA: telespettatori 7 740 000[14]

## Quarant'anni
- Titolo originale: Songbird Road: Part One
- Diretto da: Chris Koch
- Scritto da: Kevin Falls e Tim O'Brien

### Trama
L'episodio mostra le varie tappe della vita di Nicky: quando era piccolo sognava di diventare un dottore e di possedere una casa e una barca. In Vietnam, sotto l'effetto della droga, Nicky porta Lanh, il bambino il cui piede Jack aveva curato, su un'imbarcazione per pescare utilizzando delle granate; a causa dell'alterazione data dagli stupefacenti Nick non presta la dovuta attenzione e la dinamite fa esplodere la barca, uccidendo Lanh ma, visti i precedenti discorsi fatti dal fratello, Jack pensa che lo abbia ucciso appositamente. Per anni, Jack ignora le cartoline che Nicky gli invia in ufficio. Nel 1992, Jack ne riceve però una a casa e per questo decide di far visita al fratello alla sua roulotte a Bradford, in Pennsylvania; prima di partire, inventando come scusa un viaggio di lavoro, Jack fa un discorso a Kevin riguardo al fatto di correggere e non ripetere i suoi stessi errori. Una volta giunto sul posto, Jack dice duramente a Nicky di smetterla di contattarlo e di non voler più parlare del Vietnam, in quanto desidera soltanto dimenticare la guerra; Nicky è invece tormentato dal ricordo della madre del piccolo Lanh straziata dal dolore, ma rispetta il desiderio del fratello di non parlare più di quanto accaduto. Prima che Jack se ne vada, Nicky gli dà delle vecchie foto dei tempi della guerra e Jack gli mostra una fotografia della sua famiglia, dopo di che se ne va via per sempre.
Nel presente, Kevin rivela a Randall, Kate e Rebecca delle scoperte fatte su Nicky che, come dimostra la data della cartolina ritrovata, non è morto in guerra come Jack aveva sempre raccontato loro. A questo punto Rebecca si interroga riguardo alla propria decisione di sempre di permettere che Jack mantenesse dei segreti sul suo passato.
I tre fratelli guidano fino a Bradford e trovano la roulotte dove Nicky vive ancora; quando si presentano a lui, capiscono che non ha idea del fatto che Jack sia deceduto anni prima e glielo comunicano. Dopo qualche insistenza, Nicky li fa entrare nella roulotte e racconta loro la propria storia e quanto successo in Vietnam, ma una volta terminato il racconto li manda via. Sulla strada del ritorno, arrivato a un bivio, Kevin decide che non dovrebbero abbandonare Nicky anche loro come fece Jack; tornati alla roulotte, trovano Nicky seduto con una pistola in mano a rimpiangere di non essere mai riuscito a dire a Jack che quello con la barca fu un incidente non voluto; i tre fratelli fortunatamente riescono a calmarlo e farlo desistere dal suo intento.
- Ascolti USA: telespettatori 8 220 000[15]

## Veterani
- Titolo originale: Songbird Road: Part Two
- Diretto da: Ken Olin
- Scritto da: Julia Brownell

### Trama
Nel 1992 Jack, emotivamente scosso, torna a casa dopo aver visto Nicky. Rebecca prende il posto di Jack per portare Kevin all'incontro e firma autografi con John Smiley, il giocatore dei Pirates ed è colpita quando Smiley le dice che Kevin ha fatto delle ricerche per lui su Minneapolis, dato che ci si dovrà trasferire per lavoro. A casa, Kate e Randall fanno un casino costruendo dei biglietti di San Valentino e Jack perde la calma, distruggendo anche un piatto, ma subito dopo si scusa con i figli e inizia una lotta dei lustrini.
Nel presente i fratelli portano Nicky in un hotel, dove arriva anche Rebecca, la quale parlando con Nick si ricorda del fine settimana in cui Jack partì senza dirle che andava dal fratello. Prima che Kate prenda il suo volo, lei e Randall visitano la loro vecchia casa che è stata ricostruita dopo l'incendio; durante la visita Kate realizza di non ricordare la collera di Jack ma soltanto il divertimento, mentre Randall si ricorda del malumore paterno ma dice alla sorella che se lei non lo rammenta significa che Jack è stato un buon padre e che anche lei sarà una brava mamma, anche se tutti i genitori commettono degli errori. Nel frattempo in hotel, Nicky condivide un ricordo d'infanzia con Rebecca, e accetta di provare a frequentare almeno una volta gli incontri del centro veterani del luogo.  Rebecca si congratula con il figlio per il suo impegno nell'aiutare lo zio, inconsapevole del fatto che Kevin abbia bevuto dell'alcool presente nella roulotte di Nick, mentre la puliva. 
- Ascolti USA: telespettatori 7 400 000[16]

## La principessina
- Titolo originale: Our Little Island Girl
- Diretto da: Anne Fletcher
- Scritto da: Eboni Freeman

### Trama
Nel presente Beth e Zoe fanno visita a Carol, rispettivamente loro madre e zia, dopo che lei si è rotta l'anca mentre era al lavoro, come preside di un liceo; le due non riescono a convincerla ad andare in pensione.
Con dei flashback, l'episodio mostra l'infanzia di Beth che viene accettata in una prestigiosa accademia di danza classica, e spera di diventare una pionieristica prima ballerina afroamericana. I suoi genitori, Abe e Carol Clarke, lavorano molte ore per potersi permettere la costosa retta. Quattro anni dopo, Beth si impegna molto, ma ha delle difficoltà per riuscire a tenere il passo. Dopo una lunga battaglia contro il cancro ai polmoni Abe muore, poco dopo aver raccontato a Beth per l'ennesima volta la storia di come lei avesse imparato a danzare ancor prima che camminare. Poco tempo dopo, quando Beth non ottiene il ruolo di prima ballerina per fare l'assolo, Carol smette di pagarle le lezioni di danza, non ritenendo che la figlia possa avere un futuro in quell'ambito e la convince a iscriversi all'università.
Non appena arriva alla Carnegie Mellon University per l'accoglienza delle matricole, Beth incrocia per qualche attimo Randall adolescente, che ha scelto di frequentare una facoltà vicina a casa per restare vicino alla propria famiglia.
Nel presente Beth affronta Carol sul fatto che lei l'abbia privata del suo sogno, e l'accusa di essere emotivamente distaccata; il giorno dopo, Carol spiega a Beth che dopo la morte di Abe, lei aveva perso una parte di sé stessa. Beth ringrazia Carol per averla aiutata ad avere una buona vita, e Carol si scusa per averle portato via il suo sogno troppo in fretta, e le due donne si riappacificano.
Carol torna al lavoro, ma segue il consiglio della figlia e nipote di usare il deambulatore finché non guarirà. Al suo ritorno a casa, Randall porta la moglie in una scuola di danza, dove lei si esibisce con passione e chiede di poter diventare insegnante di danza.
- Ascolti USA: telespettatori 7 550 000[17]

## I diplomati
- Titolo originale: The Graduates
- Diretto da: Sarah Boyd
- Scritto da: K.J. Steinberg e Danielle Bauman

### Trama
Nel 1982, Kate e Kevin da bambini si calmano a vicenda.
Nel 1998, i Tre Più Grandi si diplomano alla scuola superiore. Kate, senza piani per il futuro e infastidita dal fatto che Kevin voglia trasferirsi a New York con Sophie, salta la cerimonia del diploma; Randall viene scelto come valedictorian per il discorso di commiato della sua scuola. Rebecca ha un attacco di panico a causa dell'assenza di Jack in questa tappa importante e Miguel la calma. Più tardi Miguel riceve una telefonata da Rebecca, in lacrime dopo aver riguardato dei vecchi filmati ricordo, e la porta a una riunione di un gruppo di sostegno al dolore. A una festa dei diplomi Kate, Kevin e Randall si promettono di restare nelle loro future vite gli uni per gli altri.
Nel presente un'insegnante di Deja dice a Randall che la ragazza, che sta ripetendo la seconda media, è una scrittrice dotata e che è pronta per iniziare direttamente il liceo; Deja, che si sta abituando alla stabilità della loro routine familiare, decide però di non saltare l'ultimo anno della scuola media. Beth ama molto insegnare danza, ma Randall le chiede di mettere da parte temporaneamente l'insegnamento per trascorrere più tempo con le loro figlie, in quanto al momento guadagnano troppo poco per potersi permettere una babysitter. Toby organizza una cerimonia di diploma per Kate, che ha portato a termine i suoi studi e Kevin se ne va via in anticipo, perché vuole bere, mentendo alla sua famiglia e a Zoe. Kate, che sospetta qualcosa, lo affronta e si mette al volante per portarlo a una riunione degli Alcolisti Anonimi, ma lungo la strada le si rompono le acque a 28 settimane. Kate viene ricoverata e il travaglio viene posticipato tramite dei farmaci; Kevin e Randall la rassicurano sul fatto che il suo bambino ce la farà.
- Ascolti USA: telespettatori 7 820 000[18]

## L'attesa
- Titolo originale: The Waiting Room
- Diretto da: Kevin Hooks
- Scritto da: Bekah Brunstetter

### Trama
Nella sala d'attesa dell'ospedale, la tensione aumenta mentre i Pearson aspettano notizie su Kate e il suo bambino. Randall e Beth litigano e non riescono a mettersi d'accordo su come prendersi cura al meglio delle loro figlie, specialmente dopo aver saputo che Rebecca e Miguel stanno pensando di trasferirsi in California per stare più vicini a Kate dopo la nascita del bambino. Kevin è ostile verso Madison, che viene incoraggiata da Miguel a trovare comunque un proprio modo per aiutare Kate; perciò più tardi Madison riesce a intrufolarsi nell'appartamento di Kate, per recuperare la bambola di Ruth Bader Ginsburg che Kate aveva comprato come primo regalo da dare al suo bambino. Zoe ascolta le spiegazioni di Kevin sul suo comportamento e confessa a Beth di voler restare con lui nonostante tutto; più tardi Zoe dice a Beth che la bottiglia d'acqua che Kevin ha tenuto tutto il tempo dell'attesa, in realtà  conteneva vodka. Miguel prova a tenere tutti occupati mentre aspettano, ma a un certo punto si lamenta di venire sempre messo da parte nella famiglia. Rebecca è scollegata dalla realtà e stranamente calma, fin quando Kevin e Randall non discutono, spingendola a sfogarsi; ricordando la propria esperienza in ospedale quando Jack morì, Rebecca vieta di parlare di qualunque cosa non riguardi Kate. Dopo un'attesa eterna, Toby esce e informa la famiglia che Kate sta bene e il loro bambino è nato con un parto cesareo e che ora è attaccato ai macchinari per la ventilazione artificiale.
Toby e Kate sono d'accordo sul chiamare il bambino Jack e Kate prega suo padre affinché vegli sulla salute di loro figlio; dopo di che gli dona la bambola sperando che il piccolo abbia la forza del Giudice Ginsburg.
- Ascolti USA: telespettatori 7 740 000[19]

## Il moscerino
- Titolo originale: Don't Take My Sunshine Away
- Diretto da: George Tillman Jr.
- Scritto da: Vera Herbert

### Trama
Nel 1992 i Tre Più Grandi partecipano al loro primo ballo scolastico. Randall vorrebbe restare a casa a studiare, ma Jack e Rebecca insistono che lui onori l'impegno preso di ballare con l'amica di Kate, Jessica. Kevin coinvolge Sophie, alquanto riluttante, in uno scherzo al preside. Rebecca chiede di far inserire una vecchia canzone per ballare con Jack, che non ha mai partecipato a un ballo.
Nel presente Toby ha difficoltà a legare con il piccolo Jack, che è ancora ricoverato; infatti l'uomo vede solo le numerose sofferenze del piccolo, ma Kate rivede sé stessa e Toby nel loro bambino, spingendo Toby a prenderlo in braccio. Kevin e Zoe iniziano la terapia di coppia ed emerge che Kevin vorrebbe dei figli un giorno, mentre Zoe no. Kevin fa un'improvvisa visita a Sophie, per scusarsi del suo comportamento in passato e lei gli dice che lui con il suo fascino non ha mai dovuto prendere decisioni difficili. Kevin sceglie una vita con Zoe, anche se questo significa non avere figli. Randall e Beth sono esausti dal nuovo programma serrato per gestire famiglia e lavoro e Randall chiede a Beth di rinunciare a un'importante uscita fuori con i colleghi di lavoro, per accompagnarlo a cena a casa del presidente del Consiglio Comunale cittadino. 
Pensando che Beth gli abbia dato buca, Randall le lascia un messaggio in segreteria pieno di rabbia e con frasi offensive; tuttavia Beth arriva semplicemente in ritardo a causa del traffico ed è impeccabile per tutta la cena, pur avendo già ascoltato il messaggio ricevuto dal marito. Una volta usciti dalla casa degli ospiti, Beth fredda e offesa dice a Randall di andarsene a dormire in ufficio, ma lui la affronta e si vede quindi chiudere la porta della camera da letto per iniziare una discussione.
- Ascolti USA: telespettatori 7 640 000[20]

## R & B
- Titolo originale: R & B
- Diretto da: Kevin Hooks
- Scritto da: Kay Oyegun

### Trama
L'episodio è dedicato alla storia d'amore tra Beth e Randall, che nel presente sono in piena crisi.
Nel 1998 Kevin istruisce Randall su come chiedere con successo a Beth di uscire; tuttavia lei si sente sotto pressione quando lui si presenta con un vestito elegante e la porta in un ristorante sofisticato, dove ricevono anche discriminazione per il loro colore della pelle. Andandosene via poco dopo l'inizio della serata, Beth gli chiede di non chiamarla più ma Randall dentro di sé ha già deciso che lei è quella giusta e che un giorno la sposerà.
Sette anni più tardi i due sono effettivamente una coppia da tempo ormai, ma Beth ha rifiutato svariate proposte di matrimonio da parte di Randall; Beth si irrita quando scopre che Randall ha raccontato ogni proposta alla madre e si sente soffocare, come se il comportamento di Randall li stia distruggendo, quindi i due discutono. Rebecca prende da una parte Beth e le spiega che Randall non sapeva quale fosse il proprio posto nell'universo prima di conoscerla; Beth porta Randall in un fast food e insieme stabiliscono che saranno sempre alla pari nel loro rapporto, dopo di che lei si fa fare nuovamente la proposta e accetta di sposarlo. Il giorno del loro matrimonio, i due scrivono le promesse insieme; dopo la nascita di Tess, Beth teme che il loro successo nella coppia sia dovuto sempre solo grazie ai propri sacrifici e mai a quelli del marito, ma quando prova a parlargliene lui sembra non capire. Molti anni più tardi, dopo il trasferimento di William e Kevin a casa loro, Beth pianifica in segreto di trascorrere una notte da sola in completo relax in un hotel, perché si sente soffocare dal caos che c'è in casa, ma vi rinuncia e torna a casa con Randall, quando lui la scopre e la mette in suggestione.
Nel presente, dopo la serata a casa del Consigliere Comunale, Beth affronta Randall sul fatto di aver sempre soddisfatto ogni suo capriccio; durante la discussione Randall ricorda improvvisamente della volta in cui vide i suoi genitori avere un litigio simile al loro, riguardo alla carriera da cantante di Rebecca. Presa dal livore, Beth incolpa la salute mentale di Randall di aver limitato le sue opportunità, ma immediatamente si pente di quanto ha detto. Randall, essendo rimasto senza parole, torna a Filadelfia per dormire in ufficio; in realtà sia Randall che Beth restano svegli a ripensare a quanto avvenuto.
- Ascolti USA: telespettatori 7 630 000[21]

## Lei
- Titolo originale: Her
- Diretto da: Ken Olin
- Scritto da: Isaac Aptaker e Elizabeth Berger

### Trama
Durante l'infanzia dei Tre Più Grandi, Rebecca va a sbattere con la macchina e viene ricoverata in ospedale. Randall in particolare è molto preoccupato per lei, tanto da mettere in ansia i fratelli, e alla fine Jack riporta i bambini in ospedale prima dell'alba; per Jack, come spiega all'infermiera per farli entrare fuori dall'orario di visita, Rebecca è come il motore della loro famiglia.
Nel presente Rebecca sovrasta Kate in una conversazione con il personale sanitario riguardo alle condizioni del piccolo Jack; Kate ne è  frustrata, ma alla fine ammette che Rebecca è stata una madre fantastica e dichiara di volere che anche il suo bimbo abbia la "magia" di Rebecca nella sua vita; comunque Rebecca rassicura la figlia che anche lei sarà un'ottima madre. 
Intanto Kevin e Zoe fanno da babysitter a Tess e Annie, Kevin aiuta Tess a capire che crearsi un'identità è un processo lungo che dura per tutta la vita; in questa giornata, vedendolo con le nipoti, Zoe si rende conto che Kevin è destinato ad essere un padre, e gliene parla facendogli capire che non vuole essere un ostacolo alla sua felicità e realizzazione, perciò i due, pur amandosi, si lasciano. Perciò Kevin decide di trasferirsi a Los Angeles per stare più vicino alla sorella, come hanno fatto Rebecca e Miguel, e quando arriva scopre che il piccolo Jack è finalmente fuori pericolo e Kate e Toby possono tornare a casa con lui. 
Randall e Beth vogliono entrambi trovare una soluzione, ma le cose sembrano essere messe molto male; le bambine si rendono conto della tensione tra i genitori e Deja, con una scusa, porta Randall in un posto importante, dove lo rimprovera perché sta mettendo a rischio la grande fortuna che ha ricevuto dalla vita, ovvero Beth. Colpito dalle parole della figlia, Randall la sera stessa dice a Beth che si dimetterà dalla carriera politica perché il loro matrimonio è più importante, ma lei ha preso un'altra decisione: nessuno di loro due rinuncerà ai propri sogni, ma la famiglia si trasferirà a Filadelfia, per stare più vicini all'ufficio di Randall; venderanno la casa dove abitano al momento, faranno un po' di economia e così lei potrà comprare e aprire una propria scuola di danza.
Nel futuro la famiglia Pearson, tra cui Randall e Beth - ancora sposati - Tess ormai giovane adulta, Toby, un figlio preadolescente di Kevin e il giovane Jack (che non viene mostrato, ma Toby ne annuncia l'arrivo con un'altra persona), si riunisce a casa di Kevin, dove un'ormai molto anziana Rebecca è in cattive condizioni di salute; quando Randall entra nella stanza per salutarla, viene inaspettatamente mostrato in sua compagnia Nicky, il fratello di Jack.
- Ascolti USA: telespettatori 8 220 000[22]